# Уолкамин
Уолкамин (англ. Walkamin) — город в северо-восточной части австралийского штата Квинсленд. Население города по оценкам на 2006 год составляло примерно 630 человек. Город находится в составе региона Тейбллендс, население которого — 45 300 человек (2008 год).

## Топонимика
Название Уолкамин происходит от названия железнодорожной станции, находящейся в городе. А название железнодорожной станции, в свою очередь, предложил органист Сидней Лайонель Мей. Вероятнее всего, это название пришло из языка вакаманов, проживавших здесь до прихода европейцев.

## География
Юнгаберра располагается на плато Атертон. Город расположен в 15 километрах от Марибы, в 76 километрах к юго-западу от областного центра, города Кэрнс и в 1702 километрах к северо-западу от столицы штата Квинсленд, Брисбена.

## История
Первая государственная школа в Уолкамине открылась 19 мая 1958 года.
В 1982 году школа отметила свое 25-летие.
В 1959 году правительство Квинсленда основало в Уолкамине исследовательскую станцию для исследования экономического использования воды из дамбы Тинару для орошения.